# Annea
Annea war eine Göttin der norditalischen Kelten. Sie wurde in der heutigen Provinz Cuneo nahe der französischen Grenze verehrt, wo eine Inschrift sie mit der römischen Göttin Juno gleichsetzt. Ebenfalls identifiziert wird sie mit der gallischen Göttin Clivana, bei der es sich wahrscheinlich um einen Beinamen Anneas handelt.
Die Bedeutung des Namens Annea ist ungeklärt, wahrscheinlich aber hängt er mit dem keltischen "Ann-" für "Mutter" zusammen und ist etymologisch mit dem der irischen Göttin Anu/Ana verwandt. Bis auf ihre Gleichsetzung mit der Göttin Juno, die auf eine Funktion als Muttergöttin oder Göttermutter schließen lässt ist über Anneas Kult nicht viel bekannt. 